# Barrio San Antonio (Cali)
San Antonio es un barrio del occidente de Cali, Colombia. Limita al norte con el barrio El Peñón (donde queda la casa del poeta y escritor vallecaucano Jorge Isaacs), al oriente con el barrio La Merced y la Calle 5.ª, al sur-oriente con Santa Rosa y San Bosco, al sur con San Cayetano y al occidente con el acueducto de San Antonio y Los Cristales. San Antonio es famoso y reconocido como un barrio tradicional, por su arquitectura colonial y su historia. En 2000 fue declarado hito urbano, área de interés patrimonial y de preservación urbanística , y en 1993, su capilla y su colina fueron declaradas monumento nacional de Colombia.

## Historia

### Fundación

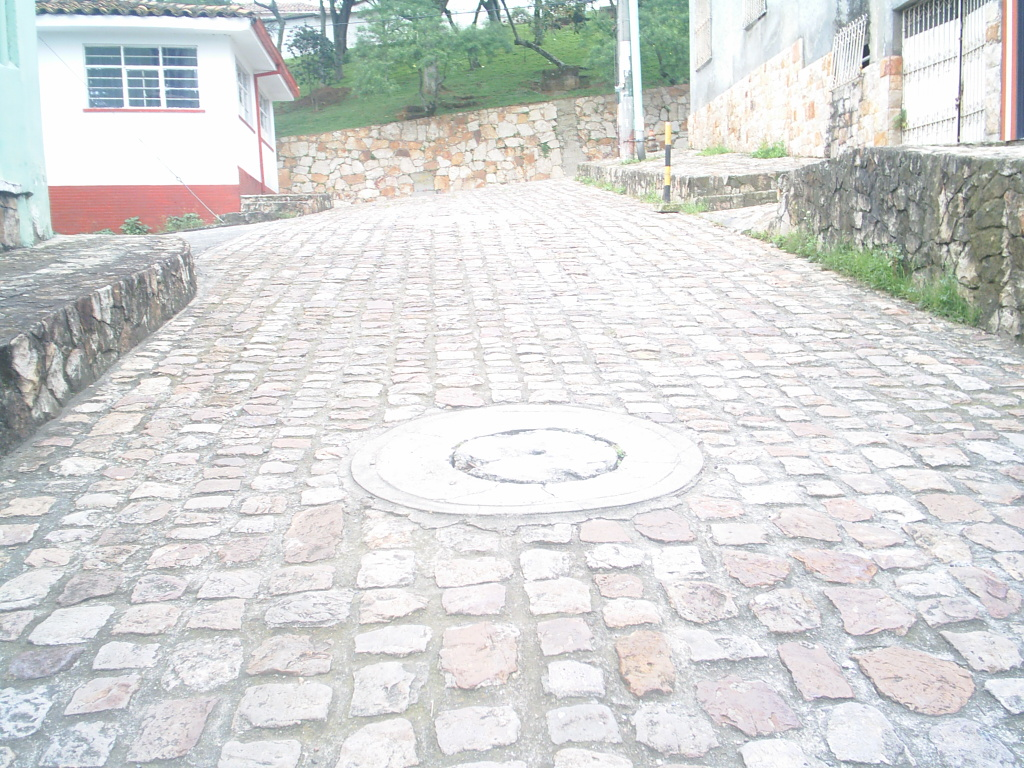
Sector del Empedrado.

La historia de la creación del barrio está vinculada de forma estrecha con la construcción de la iglesia o capilla de San Antonio, ubicada en todo lo alto de la colina tutelar del barrio. Ya en los días de la colonia se empezaron a alzar las primeras edificaciones, pero no fue hasta 1746 cuando se empezó a construir la capilla en lo alto de la loma, que las gentes del empedrado, sector caracterizado por el uso de piedra amarilla para las labores de construcción de calles hasta muros y andenes, se empezaron a asentar al pie de la colina.

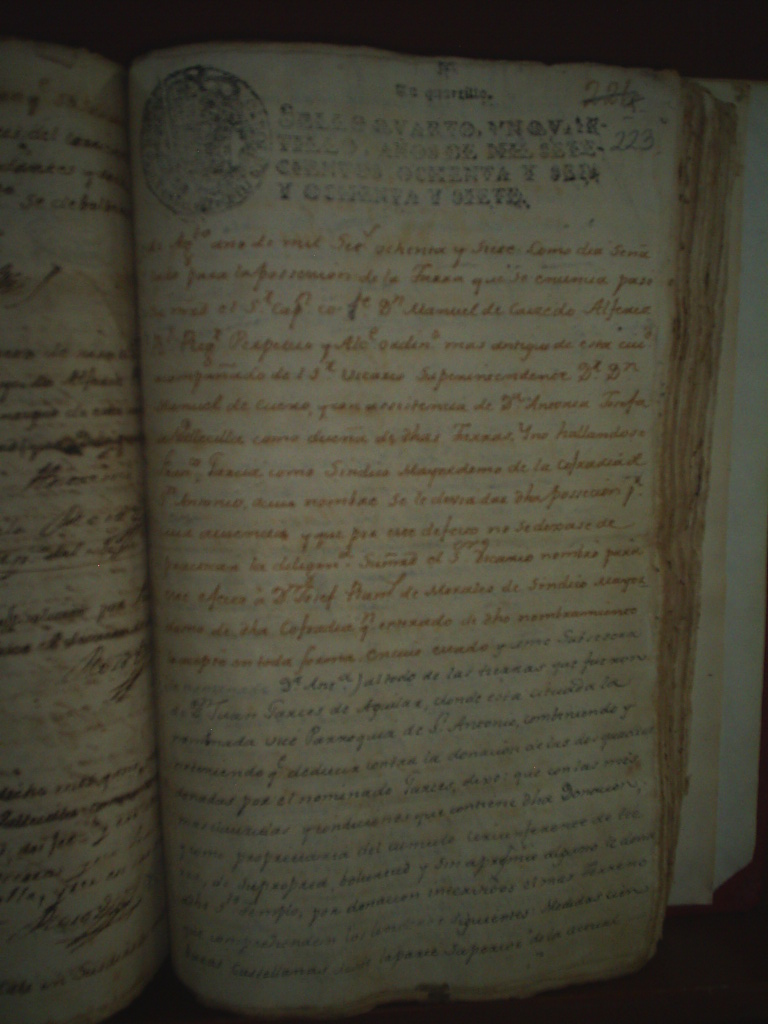
Documento de la donación de la Capilla.

Los terrenos de la capilla fueron donados por el capitán Juan Francisco Garcés de Aguilar, hijo natural de Baltazar Alonso Garcés de Aguilar e Inés Lazo de Vega, un nativo de San Juan de Ambato, jurisdicción de la ciudad de Riobamba en el actual Ecuador, en su testamento. En un principio las tierras entregadas a la Cofradía de San Antonio de Padua para la construcción de la capilla comprendían dos cuadras de ancho y dos de largo. Años después de la muerte del donante, el síndico Francisco Antonio García, formuló el deslinde de las tierras, lo cual se realizó en 1787 en presencia del Alférez Real, el vicario superintendente y el síndico; Antonia Josefa de Vallecilla, nuera de Juan Francisco Garcés, donó todas las tierras aledañas pertenecientes a su herencia a la cofradía.
Estas tierras habían pertenecido a Pedro Ordóñez de Lara, quien las pasó a su hijo, Diego Hilario Ordóñez y este a su vez hizo lo mismo con sus hijos, Don Lorenzo y María Ordóñez, de quienes finalmente Juan Francisco Garcés adquiriría sus tierras antes de pasarla a la cofradía de San Antonio.
La construcción de la capilla se inició en 1746, y fue finalizada en 1747. Estas tierras no fueron ocupadas durante el resto del siglo XVIII y buena parte del XIX, Solo en la parte baja de la colina se construyeron casas durante esta época, principalmente de artesanos acaudalados, que se asentaron cerca del empedrado donde residía el clero, los ediles y algunos terratenientes.

### SiglosXIXyXX
La población del barrio empezó a hacerse visible a finales del siglo XIX y comienzos del siglo XX, con familias humildes procedentes principalmente de los departamentos de Cauca y Nariño, pero también con inmigrantes del mismo Valle del Cauca, en su mayoría desplazados como consecuencia de la Guerra de los Mil Días, que empezaron a poblar la pendiente norte de la colina, y más tarde, la sur. En un inicio, estos nuevos pobladores ocuparon predios de pequeño tamaño en comparación con las tierras de la cofradía y las casas de la parte baja, alzando sus hogares en un inicio con guadua y paja y luego remodelándolos con bahareque y techos de lata. Las calles de aquel entonces eran de piedra y totalmente destapadas, en su mayoría los habitantes del barrio criaban animales, sobre todo gallinas y gallos, que se paseaban por los solares de las casas e inclusive por la calle.

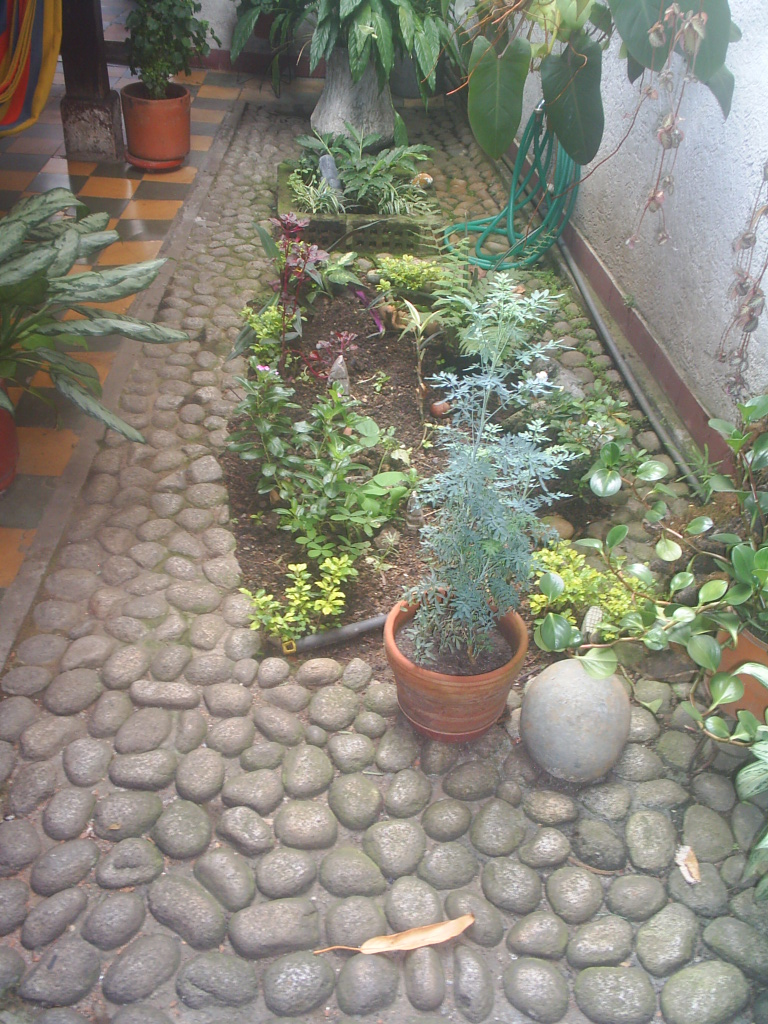
Primer Jardín con piso de piedras de río.

#### Arquitectura
San Antonio es famoso por su arquitectura, sobre todo por sus casas. Una casa típica tiene por lo general uno o dos pisos, con zaguán y un patio central o principal con piso de piedras de río y una pilastra de madera en sus cercanías; un segundo patio contiguo a los baños y la cocina, y un amplio solar donde no es raro encontrar árboles frutales. Sus fachadas son de paredes gruesas con vigas de madera, las ventanas características del sector llevan rejas de madera o hierro, de cuatro alas de las cuales dos, las más altas, permanecen abiertas; la puerta principal es doble y con mirilla.

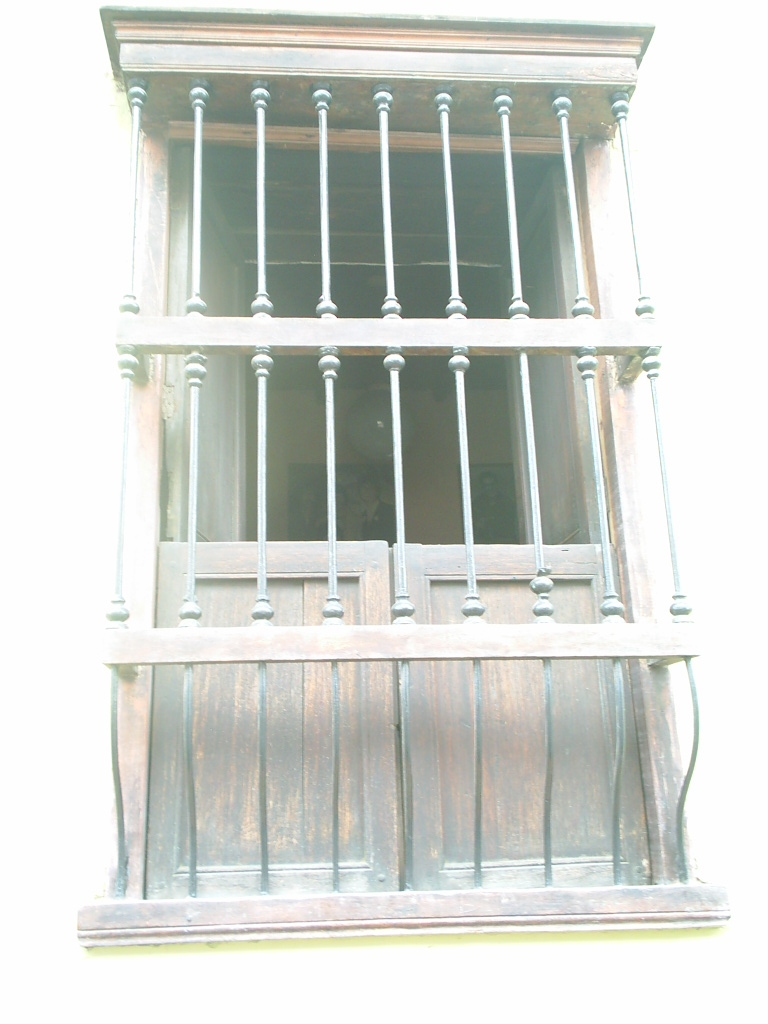
Ventana tradicional.

Estas casas, más comunes en la zona baja, se continúan con las casas de «La Merced» de forma imperceptible. En la zona alta las casas solían ser de bahareque y techo de zinc, y se identificaban con zonas populares o marginales. Las más antiguas se ubican hacía el lado de El Peñón, muy cerca de la casa de Jorge Isaacs. Ninguna casa del sector que se considere tradicional cuenta con un antejardín, pues el contacto con la naturaleza se esperaba tener en el solar, donde estaba el bosque de árboles frutales.

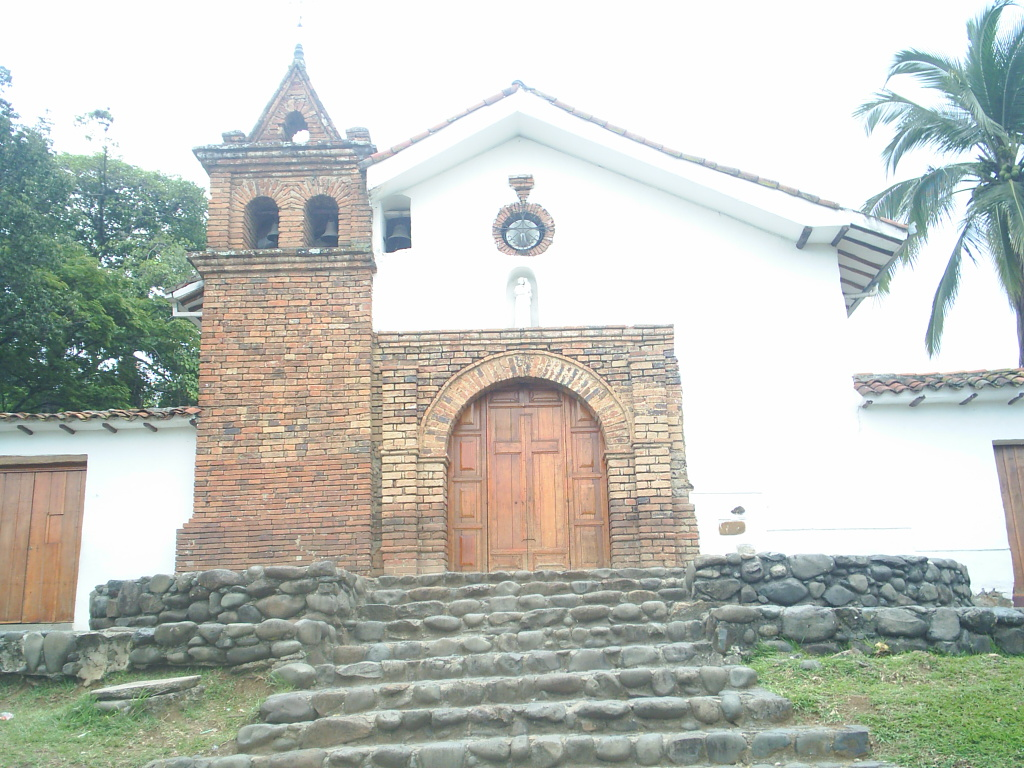
capilla de San Antonio.

La capilla de San Antonio muestra un estilo barroco inspirado en las capillas de las haciendas del Valle del Cauca, es arquitectónicamente simple, pues su fin era únicamente el de dar una casa de oración a los habitantes del barrio, fue inaugurada en 1747 en una misa consagrada a San Antonio de Padua. Su piso es de barro quemado, posee grandes paredes blancas sin ningún tipo de decorado con gradas a la vieja usanza barroca. A principios del siglo XIX, el obispo Luis Adíano Díaz, intentó vender la loma de San Antonio y su Capilla, pero se encontró con la negativa de los habitantes del barrio, que ejerciendo presión, lograron que el municipio comprara los lotes y así preservar la capilla y la colina.

#### Acueducto
Antes de la llegada del acueducto, era común la utilización de los solares y hasta la misma calle para los desechos, el barrio contaba con una acequia que pasaba por la carrera 4.ª proveniente de los Estanques, de donde era tomada del río. Estos estanques estaban cerca del Charco del Burro y llegaban a la pila de la carrera 4.ª con 1.ª, cerca de donde hoy en día esta el parque Isaías Gamboa esta pila no era tan elaborada como las otras de la ciudad. Aquí las familias recogían agua y aprovechaban para bañar a los niños.

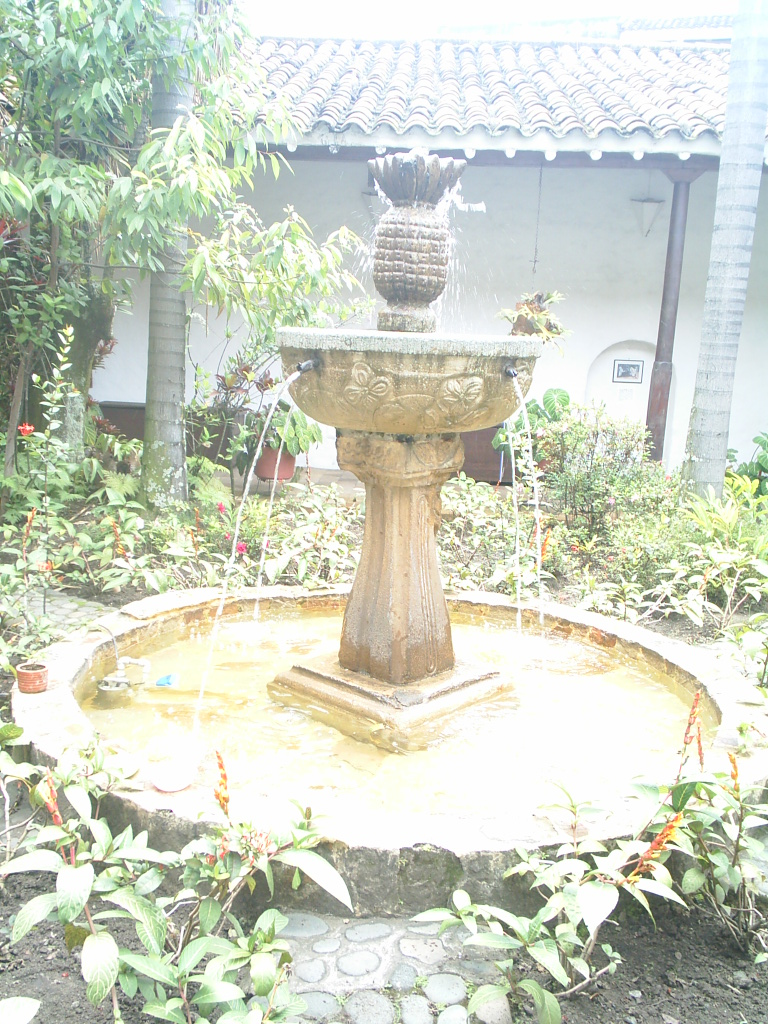
Pila de Crespo en el Museo arqueológico la Merced.

El barrio tenía dos pilas para dotar a los lugareños del preciado líquido, la de Crespo y la de Jaime. La primera ubicada en la carrera 10 con calle 5.ª, muy elaborada, ha sido reemplazada y en la actualidad en su lugar se ubica una fuente en memoria a los Juegos Panamericanos de 1971 realizados en Cali, la pila original, descansa en el Museo de Arte Religioso de la Merced, donde se expone al público.
El acueducto de San Antonio empezó a construirse en 1915 y se terminaría en 1927. Después de 1924 aparecerían las primeras letrinas en el barrio, ubicadas siempre en la parte trasera y junto al patio, los olores se combatían con cáscara de naranja seca, la cual luego se quemaba y el humo se esparcía por la casa, no solo se creía que neutralizaba el olor, sino que la creencia popular era que este humo tenía acciones desinfectantes.
Las primeras conexiones de agua en el barrio se dieron en 1928, y al no existir alcantarillado, el agua que llegaba no era filtrada, lo que implicó varias epidemias de fiebre tifoidea y disentería. El agua filtrada no llegaría al barrio hasta 1932 y sólo a algunas familias, que la distribuían entre sus vecinos. La forma de pago por el servicio consistía en una mensualidad fija, pues no existía contador de agua en esas épocas, la cual se pagaba con el señor Carlos Vitel, cajero de las Empresas Municipales, en su oficina cerca de la Iglesia de San Francisco. Aun así, muchos desagües del barrio aún conducen hacía los solares y no hacia la calle.

##### La pila de Crespo
La pila de Crespo está ubicada en la calle 5.ª con carrera 10.ª, construida por el señor Espíritu Santo Hoffman sobre un grueso bloque de roca, de ella salían cuatro chorros en la dirección de los puntos cardinales. La pila de Crespo era una de las once pilas que distribuía el agua por la ciudad antes de la llegada del acueducto y recibe su nombre porque fue edificada frente a la casa de los Crespo. En la actualidad la pila ha sido reemplazada por una fuente conmemorativa a los Juegos Panamericanos de 1971, y se muestra al público en el Museo de Arte Religioso «La Merced».

## Compra de la colina

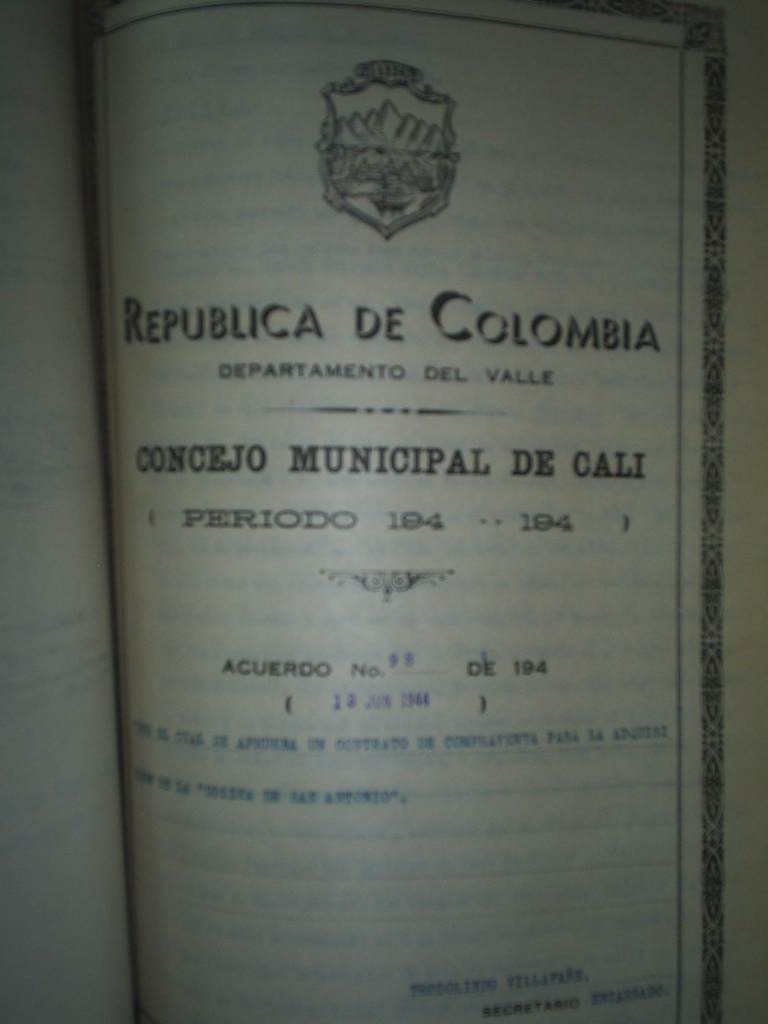
Documentos de la compra de la Colina por el Municipio.

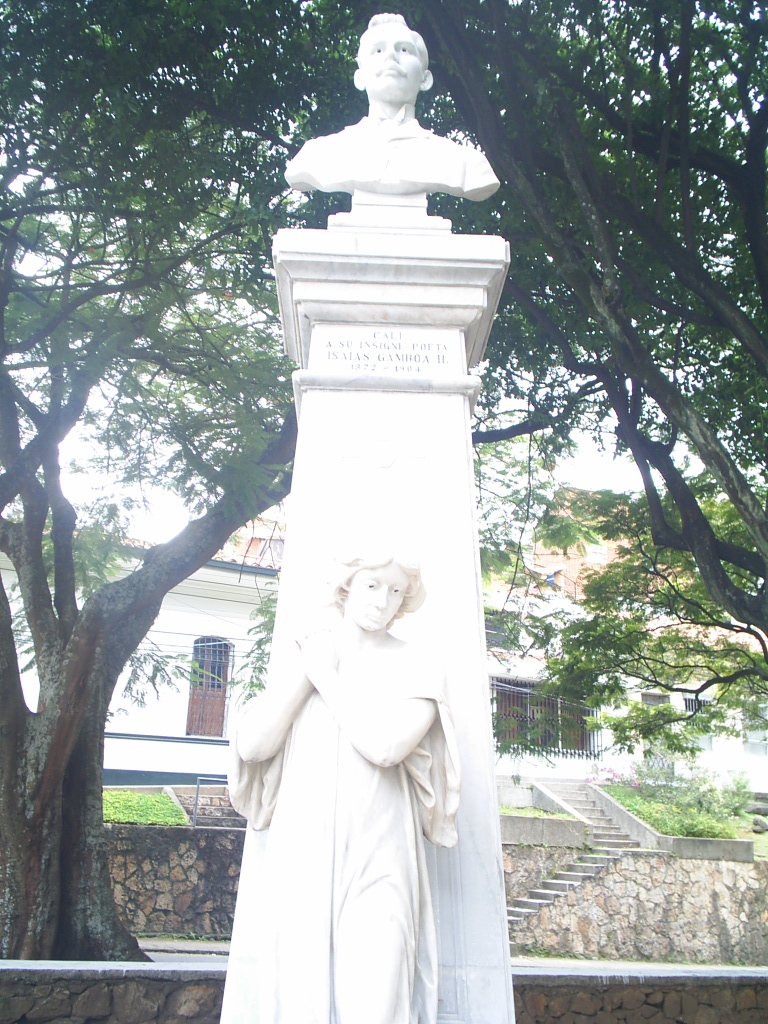
Busto de Isaías Gamboa.

Desde la década de 1920 el obispo Luis Adriano Díaz había intentado construir un seminario en el sector, pero la capacidad económica del obispo no se lo permitía, primeramente por la venta barata de los predios de la cofradía y en segundo lugar por la morosidad de los compradores de estos; es así como decide vender los predios de la colina, excusándose en el hecho del pobre alcantarillado del sector y la falta de higiene. Pero los habitantes del barrio se movilizaron rápidamente y en un acuerdo con la Secretaría de Obras Públicas Departamentales se construyó el primer alcantarillado del barrio, el acuerdo consistió en que la Secretaría aportaba la mano de obra y una volqueta, y los vecinos de San Antonio los materiales. Así se logró salvar la colina tutelar de barrio de una urbanización invasiva, pero el 25 de enero de 1944 monseñor Luis Adriano vendió finalmente la capilla a 6 personas, pasando así a manos privadas.
Los habitantes del barrio y la comunidad en general repudiaron el acto, que fue noticia en toda la ciudad. Por la ardua insistencia de la comunidad y los habitantes de San Antonio, el municipio compra los terrenos, que en su tiempo heredara Juan Francisco Garcés a la cofradía de San Antonio de Padua y que en un futuro serían declarados Monumento nacional, por el valor de sesenta y ocho mil pesos (68.000 $) de la época.
Por estas acciones y otras de carácter mercantilista, el obispo se ganó el desprecio de la comunidad caleña, y le ocasionaron problemas en el mismo seno de la Iglesia. Es así como el nuncio apostólico le recomendó dejar el cargo, lo cual realizó presentando su renuncia el 25 de noviembre de 1947. El obispo Luis Adriano Díaz murió en Bogotá el 26 de febrero de 1955.

## Personajes
San Antonio es reconocido por albergar y haber albergado reconocidos escritores, pintores e intelectuales de diversos tipos en sus calles y casas, además de los personajes típicos que solo se encuentran en el barrio. Entre estos últimos podemos nombrar al «Corrillo del Gato Negro», donde participaron varios intelectuales y artistas además de los habitantes del sector y en cuyo honor se compuso el pasillo El gato negro, por el Maestro Santiago Velasco, el mismo que compuso el Himno al Valle del Cauca. «El Negro Genaro», «La Fiera» y «El burrito de San Francisco» fueron otros personajes típicos del barrio. Más recientemente Alberto Caballero, voceador de prensa oriundo de Buenaventura que cruzaba el barrio por sus empinadas calles gritando «¡¡El Tiempo, El País de Hoy!!», y a quienes le conocían mejor «Hola vé, El País vení» en el hablado típico del sector, apareció en el programa «Rostros y Rastros» de la televisión local, en donde se relató su vida, fue nombrado como «El Personaje del Barrio» por la Junta de Acción de San Antonio en 1994. Sufría de polio por lo que cojeaba, para su entierro, posiblemente causado por alguna enfermedad de transmisión sexual el barrio recolectó fondos.
Otros personajes más reconocidos fue Andrés Caicedo, que entre sus calles escribió buena parte de su obra ¡Que viva la música!, Otros artistas como Carlos Mayolo, los pintores y escultores Miguel Reyes y Antonio Molina, Luis Ospina, Fernando Urrea, guionista de la película sobre el barrio «San Antonio, vida cotidiana desde abajo», filmada en 1985. El escritor Leopoldo Berdella De la Espriella, la directora del Coro Polifónico del Valle, Martha Calderón, el premio nacional de poesía Aníbal Arias, el escultor y ceramista ecuatoriano Mauro Pazán, es sede del periódico Cali Cultural, además de hogar de muchos otros, periodistas, actores, escritores y poetas.

## Tradiciones

### Las macetas
Una de las tradiciones más arraigadas entre los caleños y que tuvo inicio en este tradicional barrio, es el de las macetas, dulces a base de agua y azúcar en forma de animales, flores, o simplemente el dulce entorchado teniendo como base un palillo largo y adornados con papelillos de colores en los extremos, conocidos como alfeñiques, esos palillos con dulce incrustados en un palo de maguey formando un ramillete, que cada 29 de junio se regala a los ahijados, celebrándose así el «Día de los ahijados» en Cali y el Valle. el 21 de junio de 2013 fue declarada esta tradición como patrimonio cultural inmaterial de Colombia a fin de preservarla. El origen de esta tradición se combina con la leyenda de Dorotea, quien disponiendo solo de agua y azúcar para celebrar el cumpleaños de sus hijos mellizos Pedro y Pablo, recibió el favor de San Pedro y San Pablo quienes se convirtieron en sus padrinos y enseñaron la receta a la madre, surgiendo así las macetas.
En 2015, durante las festividades por el 479 cumpleaños de la ciudad, en la plazoleta baja de la Colina fue inaugurado el Monumento a la Maceta.

### Semana Santa
San Antonio fue un barrio característico por su religiosidad, durante Semana Santa se hacían procesiones por las empinadas calles del barrio, con santos, estatuas e imágenes representado el Viacrucis, la gente se ponía a disposición de las Iglesias en todo lo alto de la colina y de la más reciente Iglesia de Cristo redentor organizando procesiones, sobre todo el Sábado Santo.

### Navidad
Otra fecha especial para el barrio es Navidad, durante el mes de diciembre el barrio celebra la tradicional novena navideña entre los días 16 y 24 de diciembre. Llena de rezos, comida típica, como buñuelos y natilla. En el Parque del acueducto en todo lo alto de la colina, se hace un pesebre gigante. el 8 de diciembre el barrio es alumbrado con faroles y velas para el tradicional Día de las Velitas. También se lleva a cabo el PESEBRE EN VIVO en el que se realiza un recorrido por las calles del barrio con vecinos que representan a todos los personajes del pesebre hasta legar a la Capilla de San Antonio. además del ya tradicional alumbrado público que se organiza por el mes de diciembre y parte de enero en el cual el barrio toma parte.

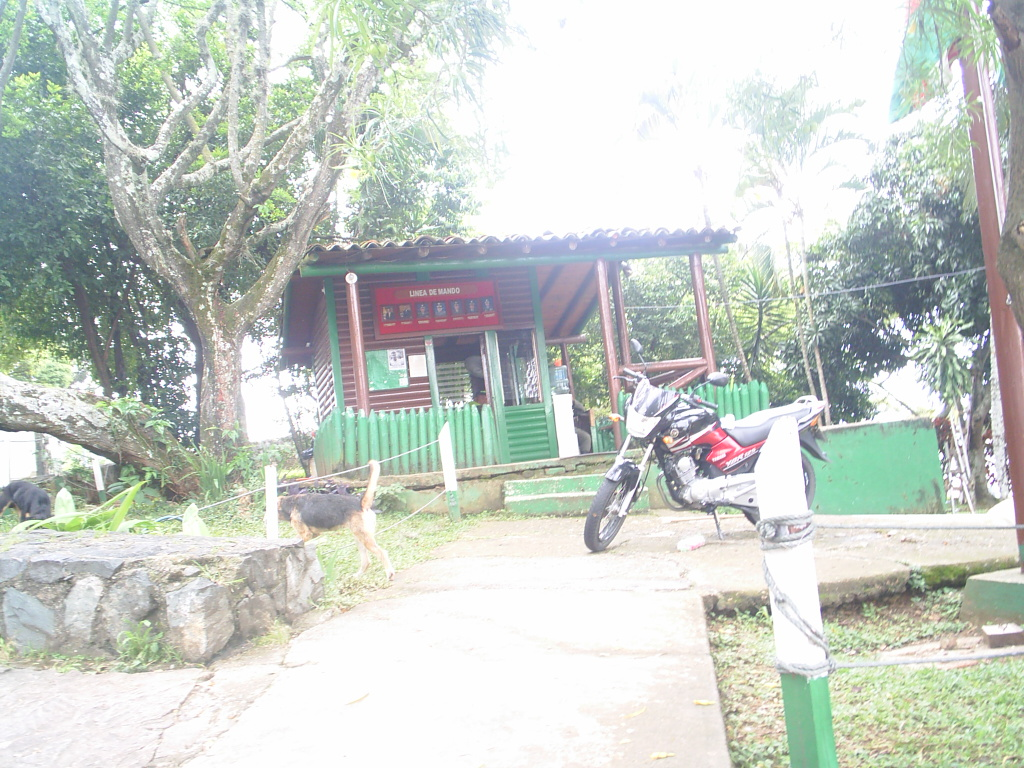
CAI de San Antonio.

### Agüeros
Los habitantes de San Antonio tienen varios agüeros que nacieron en sus calles, como el de arrojar una medalla de San Benito al tejado de un vecino, el cual le hace abandonar el barrio. En todas las casas se puede ver una mata de sábila atada de cabeza en la entrada a la casa, se supone que esto atrae la fortuna, pero si esta llega a secarse atraerá lo contrario. También es tradicional poseer una mata de millonaria en el patio, que trae la suerte, además de la oración a San Francisco y una herradura pegada por el reverso junto a la puerta.

### Santo patrono
Tal vez la tradición más llamativa de las jóvenes y señoras del barrio, es poseer una figurita del santo patrono del barrio, Antonio de Padua, con un niño Jesús en sus manos. Al perder un objeto o buscar una pareja, las jóvenes o las señoras quitan al niño de los brazos del Santo hasta que este les haya otorgado el milagro de encontrar la pareja o el objeto que se buscaba. La fiesta del santo patrono del barrio se celebra el 13 de junio.

## Leyendas

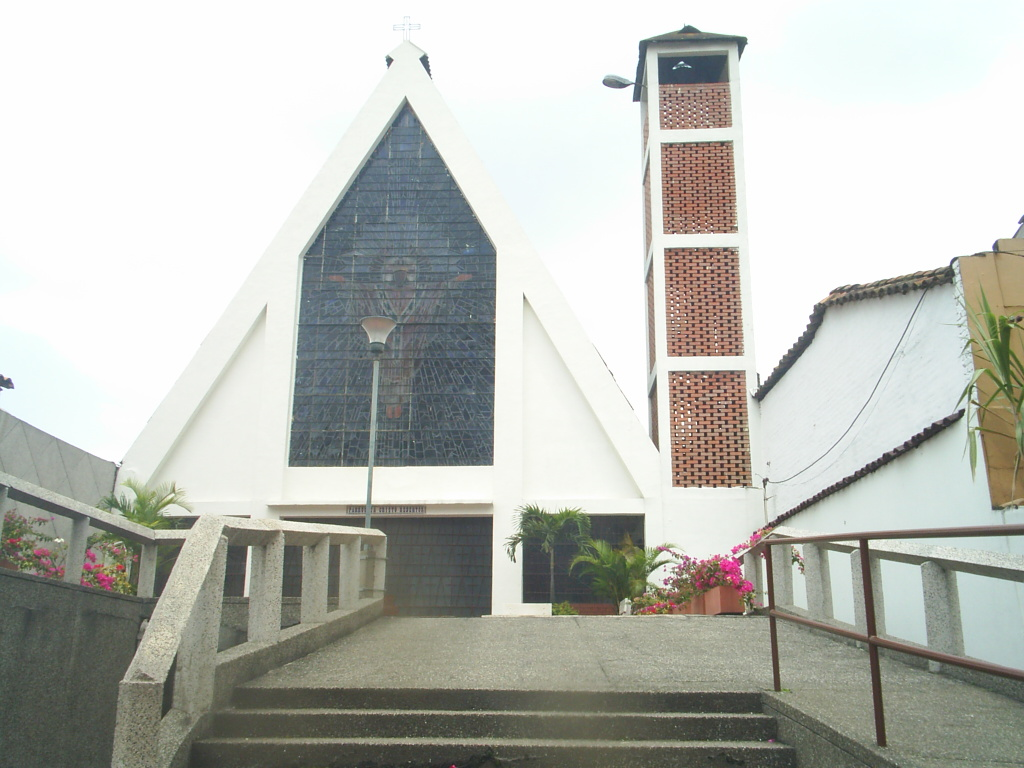
Iglesia de Cristo Redentor.

### La dama de la Pila de Crespo
Se dice que por las noches, antes de que la Pila de Crespo fuera reemplazada por la Fuente Panamericana, los hombres que pasaban por ahí, después de una fiesta y en estado de ebriedad, eran seducidos por una bella dama con un cántaro en la cabeza al estilo de Acuario, pero al estos acercase a abrazarla desaparecía, dejando tras de si, únicamente el sonido del agua corriendo.

### La viuda del tabaco
Cuenta la historia que a los madrugadores que iban a misa se encontraban con la viuda de Perencejo, una señora bien entrada en edad y muy arrugada, sentada en el atrio del Complejo religioso de San Francisco pidiendo lumbre y cuando el transeúnte le ofrecía la llama, quedaba envuelto en una espesa nube de humo tras la cual, la viuda había desaparecido.

### Los caballos del Alférez Real
En horas de la madrugada en San Antonio, se escucha un estruendo de pisadas de caballos, como una estampida, que despierta a todos los vecinos, que al asomarse a los balcones o ventanas pueden escuchar el ruido frente a ellos, pero únicamente ven una nube o Viento del diablo, se cree que esta historia está relacionada con la cruz que hoy día se puede ver en el Parque Artesanal Loma de la Cruz.
También se cuenta que hacen aparición en este tradicional barrio duendes, brujas y sectas satánicas.

## Educación y cultura
Además de ser por sí solo un símbolo de la cultura de la ciudad y de Colombia, San Antonio cuenta entre otros lugares, con teatros, escuelas, bibliotecas públicas y variedad de colectivos artísticos. Entre las manifestaciones más espectaculares de arte y cultura del sector, se encuentra la realización de La Calle del Arte, en donde se cierran varias cuadras del barrio, para adecuarlas como escenario para la presentación de obras de teatro, grupos musicales, exposiciones de arte y artesanías, mercado de pulgas cada septiembre.
Entre los teatros del sector se encuentra el Teatro la Máscara, fundado en 1972, La Casa de los Títeres, fundando en 1998 y donde se encuentra el Centro de documentación de títeres, además de organizar festivales y ferias de teatro y títeres. La Fundación Escénica Cali Teatro fundada en 1989 y con una capacidad de 150 personas, Y el Teatro al Aire Libre Los Cristales, donde se han celebrado festivales de la talla de Ajazzgo, CaliUnderground, Cali Groove y el Festival de Música del Pacífico "Petronio Álvarez".
En cuanto a educación el barrio cuenta con la escuela pública Carlos A. Sardi, satélite del Colegio Santa Librada, que además cuenta con una biblioteca pública, «La María». Otras bibliotecas del barrio son: Biblioteca El Centenario y la Biblioteca Infantil y Juvenil de Cali. El barrio es sede de varios grupos artísticos de mayor y menor calibre, entre los que destaca la Fundación del Artista Colombiano, que acoge a artistas de todas las clases, imparte clases de música e instrumentos y cada último viernes del mes presenta grupos en vivo.